# Jan z Jičína
Jan z Jičína (zemřel pravděpodobně v roce 1432) byl kněz a reformátor v období husitství.

## Život
Jan z Jičína působil na univerzitě v Praze. V roce 1408 se stal mistrem svobodných umění. Pozitivně se vyjadřoval k učení anglického reformátora Jana Viklefa, společně s Janem Husem viklefovské učení obhajoval a snažil se ho šířit dál. Později patřil mezi hlavní postavy odpustkových bouří, které začaly v roce 1412. Byl to on, kdo slavnostně pohřbil v Betlémské kapli jako mučedníky tři mládence (Martina, Jana a Staška), kteří byli popraveni, protože se slovně bouřili proti hlásání odpustků. Záporně se stavěl ke kacířské náboženské sektě pikartů, kteří pocházeli z Francie a začali se v českých zemí objevovat někdy kolem roku 1418. Jan se zařadil mezi umírněné stoupence Tábora a patřil k blízkým spolupracovníkům Mikuláše Biskupce, později se ale s Táborem loučí. Proti Mikuláši Biskupcovi pak napsal nedochovaný traktát o transsubstanciaci a názorově se přiblížil sirotkům.